# Pour un art révolutionnaire indépendant
Pour un art révolutionnaire indépendant est un manifeste surréaliste rédigé à Mexico en 1938 par André Breton et Diego Rivera, avec la collaboration de Léon Trotski, bien que ce dernier ait finalement choisi de ne pas le signer. Ce manifeste se propose de définir les rapports entre le surréalisme et la révolution et demande la constitution d'une fédération internationale de l'art révolutionnaire indépendant. Il se conclut par une formule lapidaire : « Ce que nous voulons : l'indépendance de l'art - pour la révolution ; la révolution - pour la libération définitive de l'art ».